# Frank País (Cuba)
Frank País è un comune di Cuba, situato nella provincia di Holguín. 
Venne denominato così in onore del rivoluzionario Frank Isaac País García, ucciso dalla polizia politica di Fulgencio Batista nel 1957.